# Cabo Branco (João Pessoa)

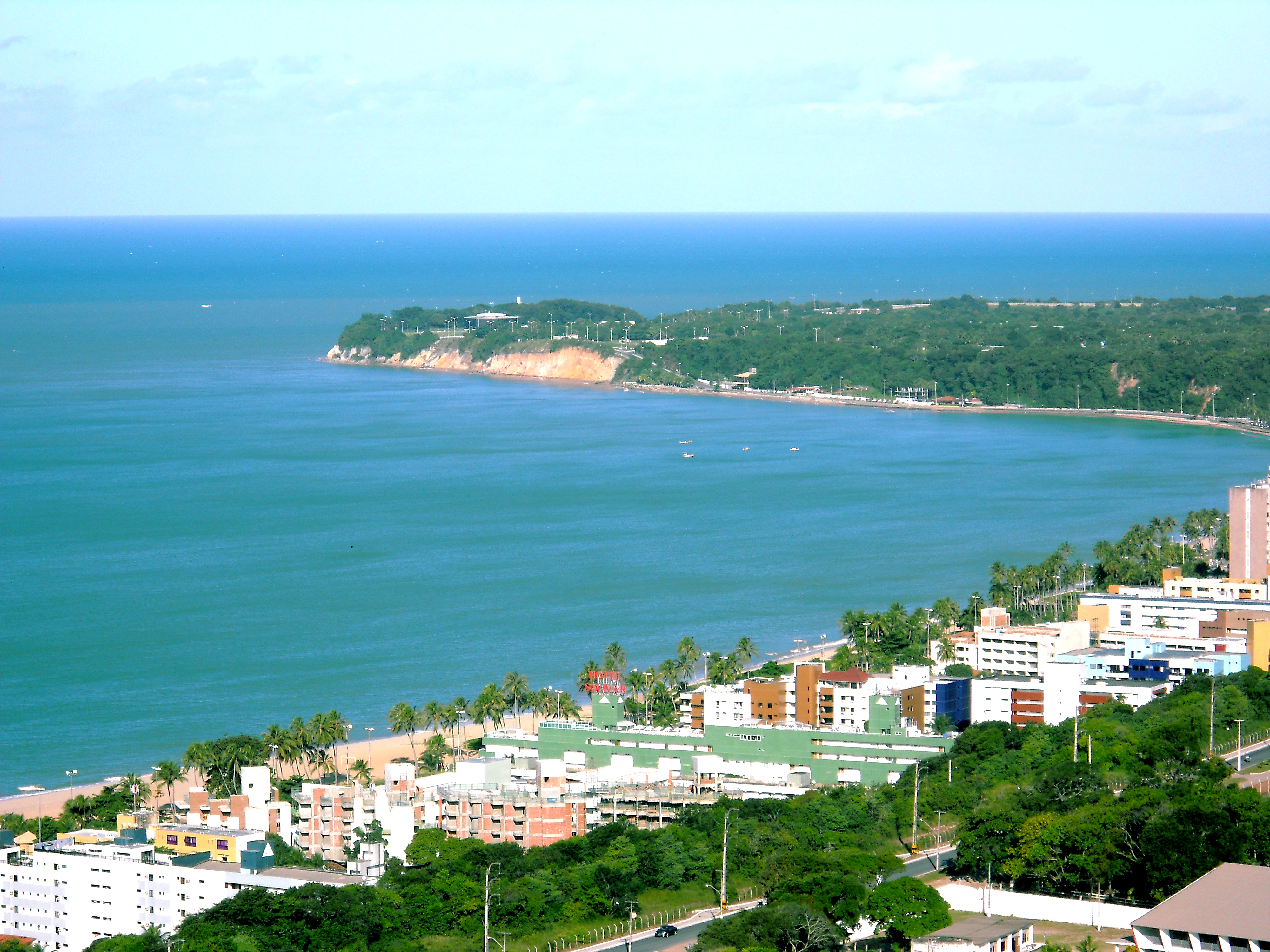
Visão panorâmica de Cabo Branco

Cabo Branco é um bairro nobre localizado no extremo da Zona Leste, na cidade de João Pessoa, capital do estado da Paraíba. 
Sua avenida principal recebe o seu nome homônimo e fica paralela à praia, onde se localiza a maior parte de seu comércio. É também muito utilizada para corridas, caminhadas e ciclismo. Para isto, esta avenida é interditada diariamente das 05:00 às 08:00, assim como a avenida João Maurício em Manaíra.
É considerado um bairro tranquilo pelos moradores[carece de fontes?], apesar de nele se situar uma das praias mais frequentadas pelos turistas da cidade, em virtude de sua orla possuir grande quantidade de hotéis, pousadas, bares e restaurantes.
Na praia são realizados eventos, como shows, eventos turísticos e Réveillon. É também o lugar escolhido para competições esportivas, como o campeonato de vôlei de praia, ciclismo e futebol de areia. Os principais pontos de encontro, além da praia em si, são o clube Cabo Branco e seus restaurantes.

## Marco geográfico
Um importante marco geográfico situa-se próximo do Cabo Branco, o ponto mais oriental das Américas, denominado Ponta do Seixas.
Existe no bairro do Cabo Branco também uma importante formação geológica, o Cabo Branco, que já foi considerado o ponto mais oriental das Américas, mas devido ao processo de erosão marinha perdeu esse título para a Ponta do Seixas que fica a menos de 1000 metros ao sul.
Acima da falésia do Cabo Branco, situa-se o Farol do Cabo Branco.

## Observação
Antes da existência do bairro, a denominação existia, porém era dada apenas à falésia. O restante era conhecido como Tambaú.